# Яркая звезда
«Яркая звезда» (англ. Bright Star) — британский кинофильм, основанный на реальных событиях из жизни поэта Джона Китса.
Премьера состоялась 15 мая 2009 года на фестивале в Каннах.

## Сюжет
Поэт Джон Китс и девушка, живущая по соседству с ним, полюбили друг друга. Их тайная любовная связь длилась три года. Кто знает, что случилось бы с ними дальше, — но Китс был болен чахоткой и в 25 лет скончался.
Название фильма взято из стихотворения Bright star, would I were stedfast as thou art, написанного в пору любви к Фанни Браун.

## В ролях
- Бен Уишоу — Джон Китс
- Эбби Корниш — Фанни Браун
- Пол Шнайдер — Чарльз Армитидж Браун, лучший друг Китса
- Томас Сангстер — Сэмюэль Браун, брат Фанни
- Керри Фокс — мать Фанни
- Сэмюел Рукин[англ.] — Рейнолдс
- Клоди Блэкли[англ.] — Мария Дилк

## Саундтрек
Композитор: Mark Bradshaw
Трек-лист:
1. Negative Capability 03:55 (featuring Ben Whishaw)
2. La Belle Dame sans Merci 02:28 (featuring Ben Whishaw)
3. Return 00:58
4. Human Orchestra 01:48 (performed by Samuel Barnett, Mark Bradshaw, Cameron Woodhouse, Ben Whishaw & Daniel Johnston)
5. Convulsion 00:52
6. Bright Star 01:49
7. Letters 03:49 (featuring Ben Whishaw)
8. Yearning 02:24 (featuring Ben Whishaw)
9. Ode To A Nightingale 05:24 (featuring Ben Whishaw)